# Dolichopeza (Nesopeza) abdita
Dolichopeza (Nesopeza) abdita is een tweevleugelige uit de familie langpootmuggen (Tipulidae). De soort komt voor in het Oriëntaals gebied.